# Árskógssandur
Árskógssandur ist eine Siedlung im Nordosten von Island.
Sie ist über den Ólafsfjarðarvegur  und den Árskógssandsvegur  zu erreichen.
Die Entfernung nach Akureyri beträgt 34 Straßenkilometer.
Von hier startet die Fähre Sævar zu der Insel Hrísey.
Die Insel ist auch über die Fähre Sæfari von Dalvík aus zu erreichen.
Die Siedlung hat 121 Einwohner (Stand 1. Januar 2023) und gehört zu der Gemeinde Dalvíkurbyggð.
Im Ort gibt es zwei Fischverarbeitungsbetriebe und seit 2006 die Brauerei Bruggsmiðjan mit ihrer Marke Kaldi.
Der Uferabschnitt Árskógsströnd am Westufer des Eyjafjörðurs ist nach dem Gehöft Stærra-Árskógi benannt.
Dort stehen auch die Kirche und die Schule für dieses Gebiet, zu dem auch Hauganes zählt.
Eigentlich heißt die Siedlung Litli-Árskógssandur, aber schon auf dem Ortsschild hat man das Litli (isl. klein) weggelassen.